# Museo geopaleontologico Alto Aventino
Il Museo Geopaleontologico Alto Aventino è sito all'ultimo piano del Castello Ducale di Palena, in provincia di Chieti.

## Struttura
Il percorso museale inizia nella "Sala della Conoscenza" dove sono affrontati, sui due lati della sala, i temi generali della Geologia e della Paleontologia, temi tra loro speculari: sulla destra la geologia come evoluzione del pianeta Terra "Gaia", e i principi che la regolano, sulla sinistra la paleontologia, come evoluzione della vita sulla Terra.
Nella parte terminale della Sala della Conoscenza un settore è dedicato ai grandi mammiferi del Quaternario, ed è qui che troviamo la grande difesa e la mandibola di Mammuthus meridionalis la mandibola ed altri resti di Hippopotamus antiquus. Nelle sale dedicate al territorio, ossia nella "Sala Aventino" e nelle due "Sale Palena, si propongono i protagonisti, i fossili nei loro antichi ambienti di vita e in quelle di oggi, i paesaggi geologici.

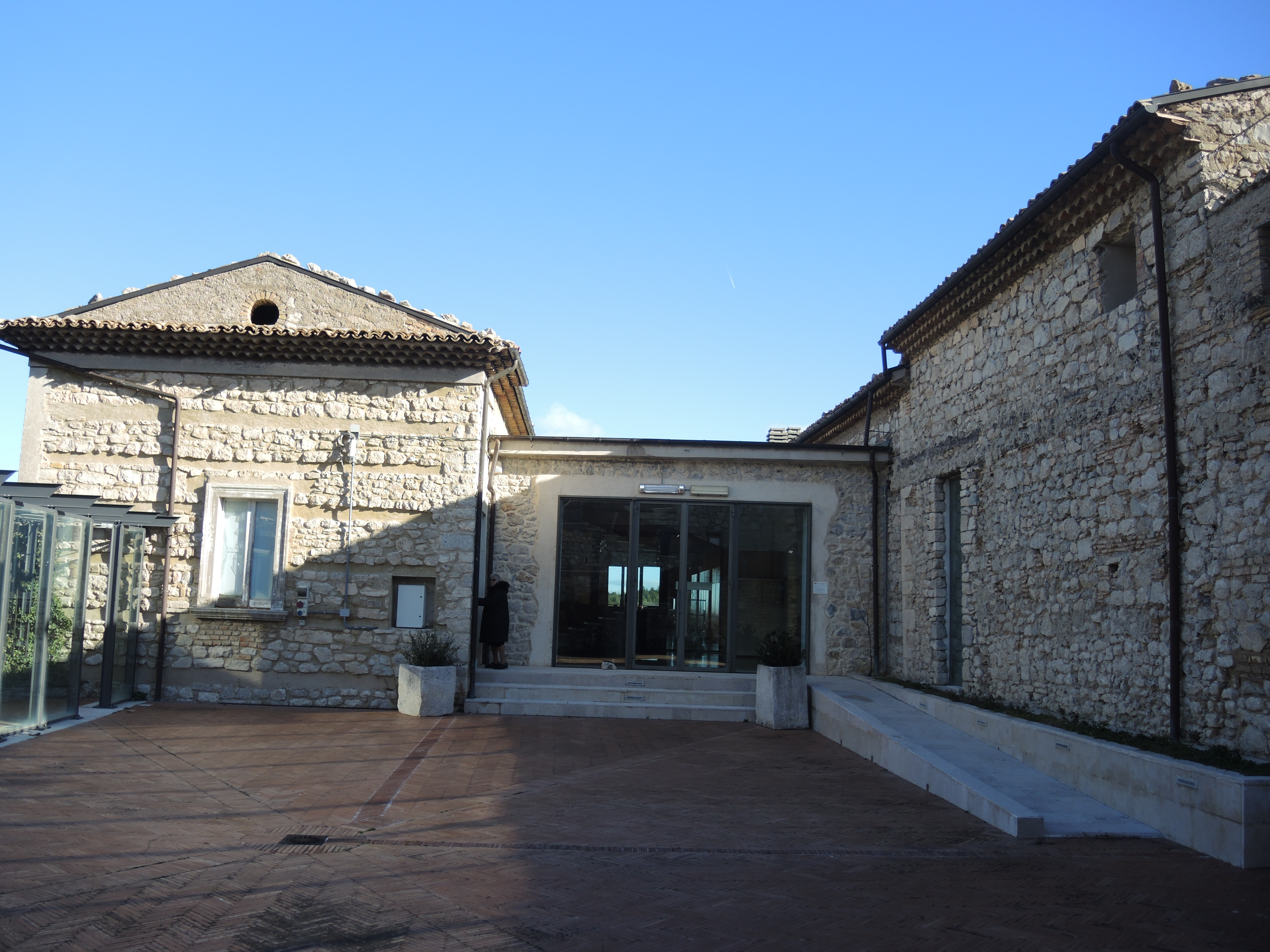
Ingresso al Museo, nel piazzale del Castello Mucale

Nella prima sala, una vetrina è dedicata ai pesci fossili di mare profondo abissale del Miocene medio di Torricella Peligna. Questo geosito ha restituito specie nuove tra cui "Abruzzoichtys erminioi", dedicato alla regione di provenienza e al suo scopritore, e il piccolo esemplare "Dicosternon federicae", proveniente da analogo ambiente sedimentario, ma dal territorio di Gessopalena. Il nucleo del Museo si raggiunge nelle due "Sale Palena" dove sono esposti e illustrati gli importanti reperti provenienti dal geosito di Capo di Fiume: pesci, molluschi, echinidi, crostacei, piume di uccello, resti vegetali e un piccolo mammifero oggi estinto, "Prolagus", il cui scheletro si presenta pressoché completo ed eccezionalmente conservato nella roccia. L'ittiofauna del giacimento di Capo di Fiume, con oltre venti specie diverse, alcune delle quali per la prima volta rinvenute allo stato fossile, costituisce una delle più interessanti associazioni del Miocene superiore dell'antico Mediterraneo.
Nell'ampia e luminosa sala "Geologiocando" i più piccoli attraverso esperienze ludiche possono imparare fenomeni e processi geologici e paleontologici, mentre l'osservatorio geofisico virtuale, la mediateca e l'ipertesto permettono il coinvolgimento diretto del pubblico in approfondimenti tematici. Gli osservatori geologici, la loggetta e la grande terrazza, che aprono l'osservazione al territorio e ai suoi paesaggi, il magazzino scientifico, il laboratorio per la preparazione dei reperti e la sala conferenze e proiezioni completano la struttura museale. Al termine del percorso dopo aver appreso la "Teoria di Gaia", ossia del pianeta Terra come essere vivente, aver compreso che la geologia va considerata non solo come scienza per la ricostruzione degli ambienti del passato, ma come disciplina di prospettiva e di riflessione per il futuro del nostro pianeta e aver letto, infine, nell'ultimo pannello del museo la Carta sui Diritti della Terra (Digne, 1991) sottoscritta da 130 scienziati per la Protezione del Patrimonio Geologico, termina la visita del museo, e con un gioco di parole possiamo dire che la "Sala della Conoscenza" è diventata la "Sala della Coscienza".